# Долгий Мост (Смоленская область)
Долгий Мост — деревня в Смоленской области России. Входит в состав сельское поселение Краснознаменское Починковского муниципального района. Население — 3 жителя (2007 год).
Расположена в юго-западной части области в 21 км к юго-востоку от Хиславичей, в 19 км западнее автодороги А141 Орёл — Витебск, на берегу реки Березина. В 19 км восточнее деревни расположена железнодорожная станция Крапивенская на линии Смоленск — Рославль.

## История
В годы Великой Отечественной войны деревня была оккупирована гитлеровскими войсками в июле 1941 года, освобождена в сентябре 1943 года.